# Lucinda Ballard
Lucinda Ballard, all’anagrafe Lucinda Davis Goldsborough (New Orleans, 3 aprile 1906 – New York, 19 agosto 1993) è stata una costumista statunitense.

## Biografia
Dopo gli studi all'Arts Students League, nel 1937 fece il suo debutto come scenografo e costumista di Come vi piace in scena a Broadway. Da allora curò i costumi di circa una cinquantina di allestimenti di opere teatrali e musical a Broadway, tra cui le produzioni originali di Annie Get Your Gun, Allegro, Un tram che si chiama Desiderio, La discesa di Orfeo, La gatta sul tetto che scotta e The Sound of Music. Per il suo lavoro a Broadway vinse due Tony Award ai migliori costumi nel 1947 e nel 1961. 
Per il grande schermo è stata costumista di Il ritratto di Jennie e Un tram che si chiama Desiderio, per cui ottenne una candidatura al Premio Oscar ai migliori costumi. 
Fu sposata con William Fitz Randolph Ballad tra il 1930 e il 1938 e, dopo il divorzio, si risposò con Howard Dietz.

## Filmografia
- Il ritratto di Jennie (Portrait of Jennie), regia di William Dieterle (1948)
- Un tram che si chiama Desiderio (A Streetcar Named Desire), regia di Elia Kazan (1951)